# 에를렌바흐
에를렌바흐(Erlenbach, 독일어: [ˈɛʁlənbax] ( 듣기))는 스위스 취리히주 마일렌구에 있는 자치체이다.

## 역사
에를렌바흐는 981년에 Liber Heremi로 처음 언급되었지만, 이 기록은 의심스럽다. 1173-90년 사이에 이곳은 Erlibach로 언급되었다.
고고학적 발굴 조사를 통해 5,000년 전에 에를렌바흐에 정착지가 있었음을 보여준다. 로마 시대에 중요한 도로가 지금의 에를렌바흐를 통과했다. 알레만니족이 6세기에 이 마을에 정착했다. 981년 아인지델른 수도원이 그 땅을 인수할 때 Erlibach라는 이름 이 처음 언급되었다. 1400년경 취리히시가 토지를 매입했다. 발프와 닥스베르크 2개의 성이 옛 문헌에 언급되어 있으나, 증거가 남아 있지 않다.
1445년 10월 6일 작은 전투(Schlacht bey Ehrlibach)가 에를렌바흐에서 벌어졌다. 취리히의 군대는 포도주 도둑을 물리쳤다. 1798년에 이 마을은 차례로 프랑스군, 오스트리아군, 러시아군, 그리고, 결국 다시 프랑스군을 수용했다.
19세기 중반까지 에를렌바흐는 주로 와인 재배에 종사하는 1,000명 미만의 주민이 거주하는 작은 마을로 남아 있었다. 1835년에 첫 번째 학교가 세워졌지만, 교실은 두 개뿐이었다.
제2차 세계 대전 후 이 마을은 매우 인기가 많았고, 인구는 극적으로 증가했다.

## 지리
에를렌바흐의 면적은 3k㎡이다. 이 지역 중 25.7%는 농업용으로 사용되며, 26.7%는 산림이다. 나머지 토지 중 47%는 정착지(건물 또는 도로)이고, 나머지(0.7%)는 불모지(강, 빙하 또는 산)이다. 1996년 주택과 건물이 전체 면적의 37%를 차지했고, 나머지는 교통 기반시설(10.1%)이 차지했다. 전체 비생산 지역 중 물(시냇물과 호수)은 면적의 0.3%를 차지했다. 2007년 현재 전체 시정촌 면적의 46.3%가 어떤 형태로든 건설되고 있다.
탈빌 맞은편 취리히 호수 북쪽 제방에 위치하고 있다. 마을은 에를렌 시내(Erlen Bach)와 취리히 라퍼스빌 도로를 따라 위치해 있다. 여기에는 마을과 비덴(Wyden), 빈켈(Winkel), 아슬러(Isler), 빈트쉐들러(Bindschädler) 및 레르헨베르크(Lerchenberg) 외곽 구역이 포함된다.

## 인구통계

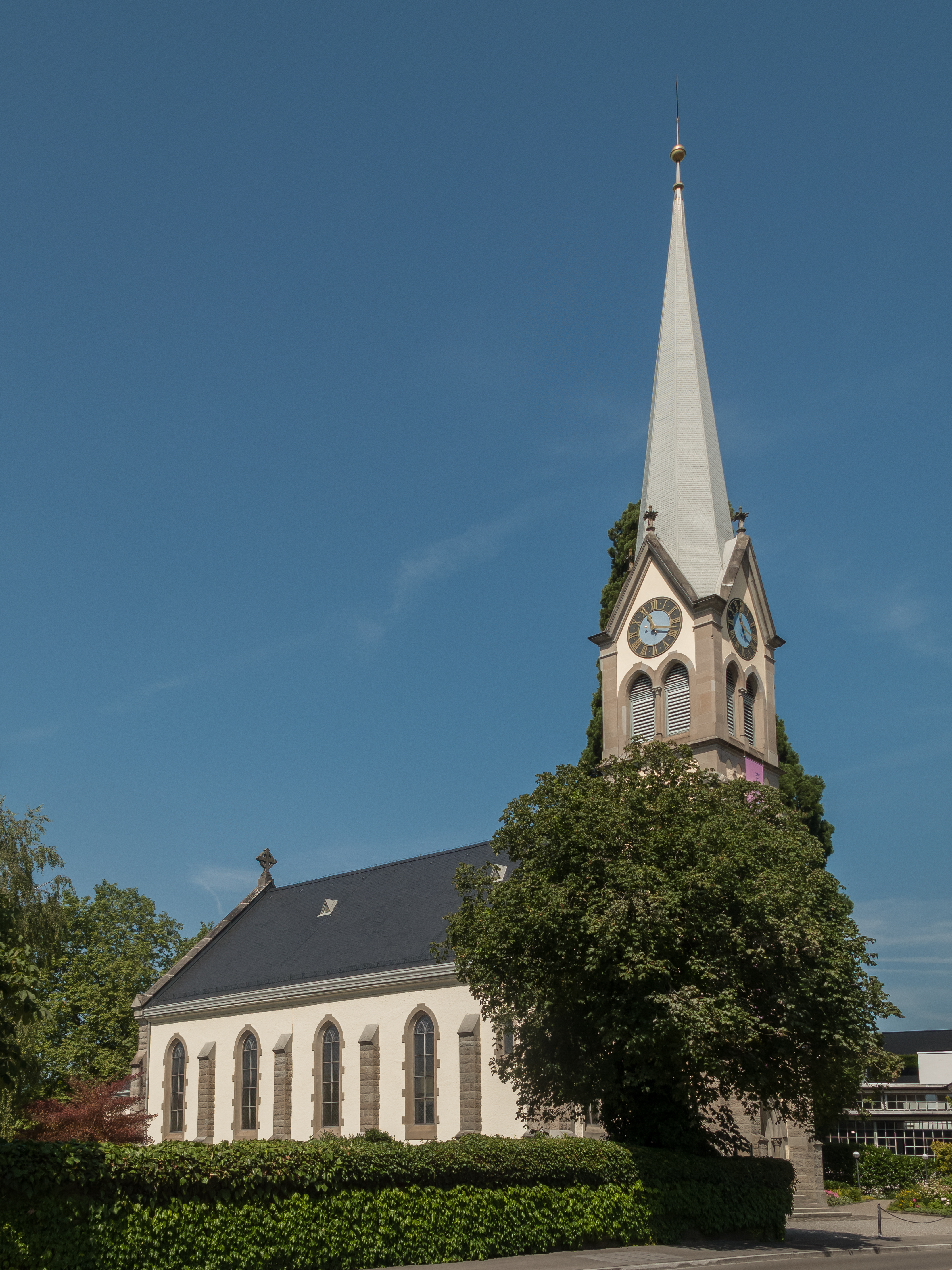
에를린바흐의 개혁 교회

2020년 12월 31일 기준, 에를렌바흐의 인구는 5,606명이다. 2007년 기준으로 전체 인구의 17.1%가 외국인이다. 2008년 기준으로 인구의 성별 분포는 남성 47.8%, 여성 52.2%였다. 지난 10년 동안 인구는 19.5%의 비율로 증가했다. 2000년 기준, 인구 대부분은 독일어(86.3%)를 사용하며, 영어가 두 번째로 많이 사용(2.8%)되고, 이탈리아어가 세 번째(2.7%)로 사용된다.
2007년 선거에서 가장 인기 있는 정당은 30.2%의 득표율을 기록한 FDP였다. 다음으로 가장 인기 있는 세 정당은 SVP (27.9%), SPS (16.1%) 및 CSP (10.1%)였다.
인구의 연령분포(2000년 기준)는 아동·청소년(0~19세)이 전체 인구의 20.4%, 성인(20~64세)이 62.2%, 노인(64세 이상)이 ) 17.4%를 차지한다. 인구의 약 82.3%(25-64세)가 비필수 고등교육 또는 추가 고등교육(대학 또는 응용학문대학)을 완료했다. 에를렌바흐에는 2041세대가 있다.
에를렌바흐의 실업률은 1.59%이다. 2005년 기준으로 1차 경제 부문에 60명이 고용되어 있고, 이 부문에 약 10개 기업이 참여하고 있다. 204명이 2차 부문에 고용되어 있고, 이 부문에 33개의 기업이 있다. 1,131명이 3차 부문에 고용되어 있으며, 이 부문에는 227개의 기업이 있다. 2007년 현재 노동 인구의 50%가 상근직이고, 50%가 시간제 근로자이다.

2008년 기준으로 에를렌바흐에는 1,419명의 가톨릭 신자와 21,46명의 개신교 신자가 있었다. 2000년 인구 조사에서 종교는 몇 가지 더 작은 범주로 분류되었다. 인구 조사에서 47%는 일종의 개신교였으며, 45.9%는 스위스 개혁 교회에, 1.1%는 다른 개신교 교회에 속했다. 인구의 29.2%가 가톨릭 신자였다. 나머지 인구 중 0%는 무슬림, 5.4%는 다른 종교(목록에 없음), 2.4%는 무교, 15.7%는 무신론자 또는 불가지론자였다.
역사적 인구는 다음 표에 나와 있다.
| 년도 | 인구   |
| ---- | ------ |
| 1400 | c. 200 |
| 1764 | 682    |
| 1850 | 978    |
| 1888 | 944    |
| 1900 | 1,207  |
| 1910 | 1,510  |
| 1950 | 3,448  |
| 1970 | 4,523  |
| 1990 | 4,377  |
| 2000 | 4,609  |

## 교통

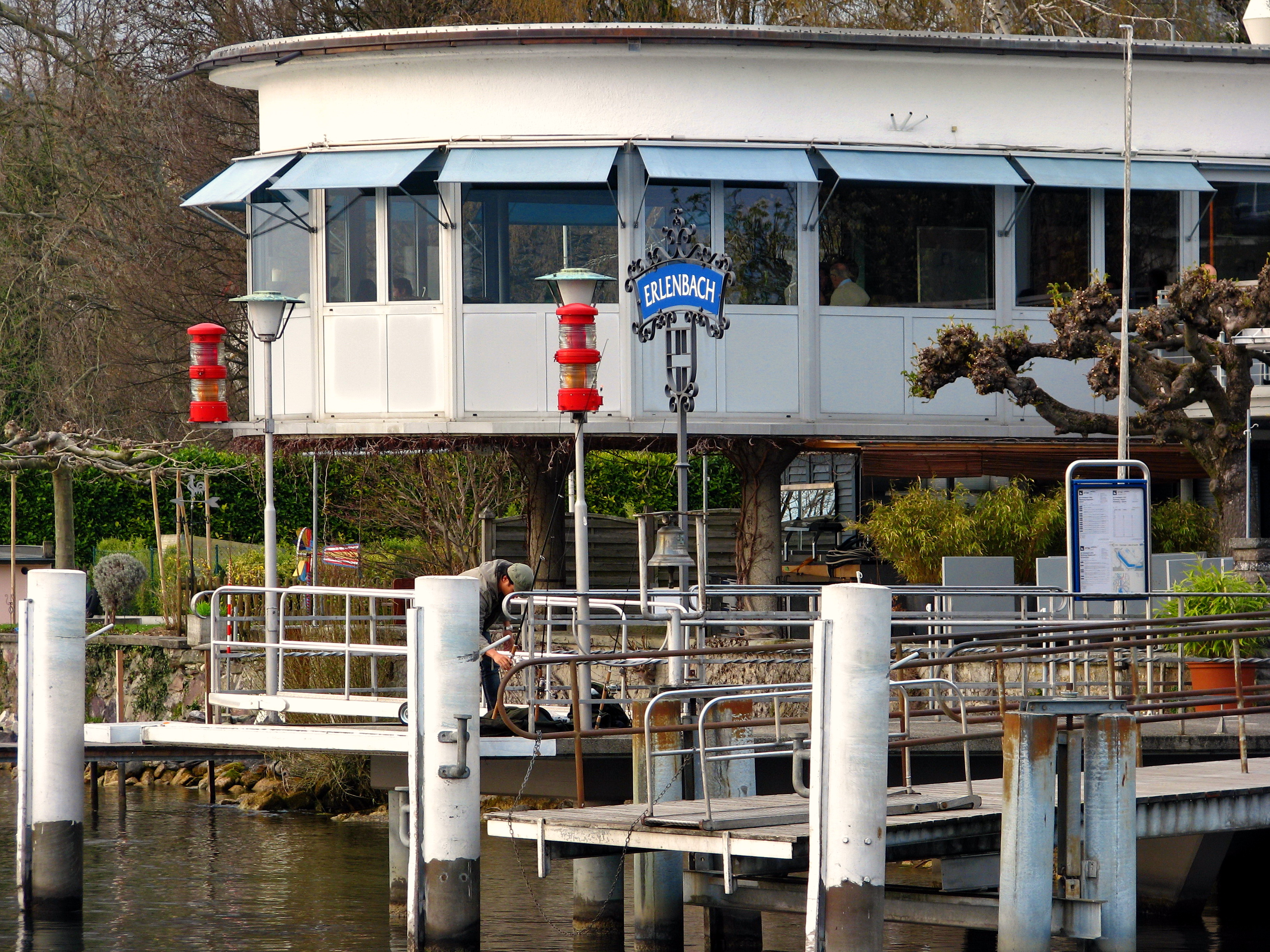
취리히호 연안의 ZSG 선착장

취리히와 라퍼스빌 사이의 철도 연결 개발은 마을에 큰 영향을 미쳤다. 마을은 조금씩 농촌 마을에서 취리히 광역권의 일부로 바뀌었다. 지자체에는 두 곳의 역이 있다. 둘 다 S6 및 S16 노선에 있는 취리히 S-반의 정류장이다.
- 에를렌바흐 ZH역
- 빈켈 암 취리히제역

취리히호 해운에서 운영하는 관광 보트 여행도 취리히와 라퍼스빌에서 출발한다.

## 문화유산
취리히제 호숫가에 위치한 에를렌바흐–빈켈은 유네스코 세계 문화 유산으로 지정된 알프스 주변의 선사시대 말뚝 주거지 56개의 스위스 유적지 중 일부이다. 시간이 지남에 따라 호수의 크기가 커졌기 때문에 원래 더미는 현재 406m의 수면 아래 약 4m에서 7m 지점에 위치해 있었다.